# Тиристорное зарядное устройство
ТЗУ (тиристорное зарядное устройство) — первое поколение полупроводниковых преобразователей напряжения, применяемых на городском электрическом транспорте (трамвае, троллейбусе) для получения низкого напряжения (24 В — для питания цепей управления и зарядки аккумуляторных батарей) из напряжения контактной сети (550 В). ТЗУ представляет собой инвертор, выполненный на тиристорах с возбуждением от отдельного транзисторного генератора. Гашение излишков напряжения осуществляется в накопительном конденсаторе.
ТЗУ для трамвая и троллейбуса различаются тем, что у троллейбусного корпус электрически изолирован от электронной схемы ТЗУ, а у трамвайных — электрически связан с общим проводом схемы.
ТЗУ пришло на схему мотор-генераторам (умформерам) на всех типах подвижного состава городского электротранспорта, выпускаемого в СССР в 1980-х годах. При капитальном ремонте старых машин мотор-генераторы также заменялись на ТЗУ.

## Особенности эксплуатации
- Нормальная работа ТЗУ обеспечивается только при подключенной аккумуляторной батарее. При аварийном отключении батареи (например, при перегорании предохранителя или случайном отключении рубильника детьми, катающимися на сцепках трамвая) на выходе низкого напряжения возникают импульсы, амплитудой до 550 В, а действующие значение выходного напряжения достигает 50 В, что приводит к выходу из строя низковольтного оборудования машины (особенно электронного).
- При неудовлетворительном состоянии проводки от ТЗУ до аккумулятора в сети низкого напряжения появляются импульсы с частотой 8—12 кГц (в зависимости от параметров конкретного ТЗУ), которые отчетливо слышны в громкоговорителях голосового оповещения, установленных в салоне, как писк, тон которого меняется в зависимости от напряжения контактной сети и нагрузки на сеть низкого напряжения.
- ТЗУ выполнено в негерметичном корпусе, установленном под полом машины, что приводит к загрязнению ТЗУ и попаданию в него воды.

В настоящее время ТЗУ не выпускаются. Их заменяют бортовыми преобразователями серии БП, выполненными на транзисторах.